# 霍氏雙線䲁
霍氏雙線䲁（學名：Enneapterygius hollemani），為輻鰭魚綱䲁形目三鰭䲁科雙線䲁屬的一個種，由約翰·E·蘭德爾於1995年描述，並以南非水生生物多樣性研究所的魚類學家沃特·霍勒曼的名字命名，分布於西印度洋阿曼灣中部及南部海域，深度0至2公尺，體長可達3.9公分，棲息在岩礁區的潮池，雌魚產附著性卵在藻類築的巢，雄魚會守護卵，幼魚為浮游性，生活習性不明。